# Malapterus reticulatus
Malapterus reticulatus Valenciennes, 1839, unica specie del genere Malapterus, è un pesce di acqua salata appartenente alla famiglia Labridae.

## Habitat e Distribuzione
Vive nell'oceano Pacifico, attorno alle Isole Juan Fernández, a profondità non particolarmente elevate.

## Descrizione
Le dimensioni sono sconosciute.

## Alimentazione
Si nutre di parassiti esterni di altri pesci del genere Scorpis.

## Conservazione
La lista rossa IUCN classifica questa specie come "dati insufficienti" perché per ora non sono note neanche le dimensioni e i comportamenti, ma si sa che questo pesce viene pescato per essere mangiato.